# Phaegorista nyassae
Phaegorista nyassae là một loài bướm đêm trong họ Erebidae.